# Ярмолинский, Аврам
Аврам Ярмолинский (англ. Avrahm Yarmolinsky, при рождении Авру́м Ца́левич Ярмоли́нский; 13 января 1890, Гайсин, Подольская губерния, Российская империя — 28 сентября 1975, Нью-Йорк, США) — американский историк, литературовед, литератор, переводчик русской литературы. Специалист по истории Русской Америки и русской литературе.

## Биография
Окончил Университет Невшателя и эмигрировал в США в 1913 году, где в 1916 году окончил Городской колледж Нью-Йорка и магистратуру в Колумбийском университете в 1921 году.
Сотрудник, позднее заведующий славянским отделом Нью-Йоркской публичной библиотеки (1918—1955). Преподавал в Колумбийском университете и Городском колледже Нью-Йорка. В 1919 году вёл переговоры с А. С. Гумбергом об издании архивов последнего.
В 1922 году поэт Сергей Есенин передал Ярмолинскому рукописи 8 своих стихотворений, предполагая издать в Соединённых Штатах сборник в переводе Ярмолинского.
Ярмолинский многие годы посвятил изучению российской и советской литературы, российской американистики.

## Семья
- Родители — уроженцы Гайсина Цаль Аврум-Лейбович Ярмолинский (1847—1927), виноторговец[5], и Малка Ярмолинская (в девичестве Немая, 1857—1917)[6][7][8].
- Жена — Бабетта Дойч[англ.] (1895—1982), поэтесса, прозаик, критик и переводчик. Двое сыновей — Майкл и Адам[англ.] (1922—2000), педагог, член Американской академии искусств и наук.
- Племянник — Барри Коммонер, биолог и эколог[9].

## Творческое наследие
Ярмолинский — автор историографических и литературоведческих трудов, составитель большого числа антологий и сборников произведений российских и советских писателей. Выполнил перевод романа М. Е. Салтыкова-Щедрина Господа Головлёвы (1917). В 1936 году Ярмолинский вместе со своей женой Б. Дейч перевёл на английский язык роман в стихах А. С. Пушкина «Евгений Онегин».
В одной из книг Ярмолинского впервые приводится копия российской записи о первооткрывателе Америки — «Америкусе Веспуцыа» — итальянском мореплавателе Америго Веспуччи.